# 딩굴딩굴
딩굴딩굴은 SBS 개그 프로그램 웃음을 찾는 사람들 출신 개그맨인 안시우가 운영하고 있는 채널이다. 현재는 대사 없는 쇼츠를 올리고 지랄한다